# Казанцев, Пётр Викторович
Пётр Викторович Казанцев (бел. Пётр Віктаравіч Казанцаў; род. 22 апреля 1998, Минск) — белорусский футболист, защитник.

## Клубная карьера
Воспитанник футбольного клуба «Минск». В 2015 году начал играть за дубль, а с лета следующего года стал его членом.
В сентябре 2017 года вошел в основной состав, дебютировав в Высшей лиге 24 сентября 2017 года в домашнем матче против «Витебска» (0:0), выйдя на замену во втором тайме. К концу сезона 2017 он сыграл еще три матча, выйдя на замену.
В начале 2018 года не играл из-за травмы, вернувшись на поле в июне. В августе 2018 года перешёл в бобруйскую «Белшину». В январе 2019 года он снова начал тренироваться в столичном клубе.
В августе 2019 года он стал игроком «Сморгони», где зарекомендовал себя в основе. В марте 2020 года он подписал новое соглашение со сморгонским клубом.
В начале 2021 года тренировался с «Минском». В марте 2021 года перешёл в «Лиду». Дебютировал за клуб 17 апреля 2021 года в матче против могилёвского «Днепра». В следующем матче 25 апреля 2021 года против «Слонима» отличился первым результативным действием, отдав голевую передачу. Дебютный гол за клуб забил 30 мая 2021 года в матче Кубка Беларуси против клуба «Гродненский». Свой первый гол за клуб в первой Лиге забил 17 июля 2021 года в матче против «Крумкачей». По ходу сезона футболист был одним из ключевых футболистов клуба.
В начале 2022 года футболист стал тренироваться с «Молодечно-2018». В апреле 2022 года попал в окончательную заявку клуба на сезон. Дебютировал за клуб 9 апреля 2022 года в матче против «Островца». Футболист быстро закрепился в основной команде клуба, став ключевым защитников стартового состава. В январе 2023 года проходил просмотр в «Ислочи». В декабре 2023 года футболист покинул «Молодечно-2018».

### В сборной
В марте 2015 года принял участие в элитном раунде чемпионата Европы в составе юношеской сборной Беларуси (до 17 лет). В 2016-2017 годах выступал за юношескую сборную Беларуси по футболу (до 19 лет) в квалификационных и элитных раундах чемпионата Европы.
В 2017 году он вошел в состав молодежной сборной Беларуси, но в официальных матчах на поле не появлялся. Дебютировал за сборную 14 ноября 2018 в товарищеском матче с Хорватией (1:3). 16 ноября того же года в очередном товарищеском матче с хорватами он уже был в стартовом составе, но позже в сборную не вызывался.

## Статистика
| Сезон    | Дивизион | Клуб     | Страна        | Матчи | Голы |
| -------- | -------- | -------- | ------------- | ----- | ---- |
| 2015     | дубль    | Минск    | Флаг Беларуси | 1     | 0    |
| 2016     | дубль    | Минск    | Флаг Беларуси | 14    | 0    |
| 2017     | Д1       | Минск    | Флаг Беларуси | 4     | 0    |
| 2018 (1) | Д1       | Минск    | Флаг Беларуси | 1     | 0    |
| 2018 (2) | Д2       | Белшина  | Флаг Беларуси | 7     | 0    |
| 2019 (2) | дубль    | Минск    | Флаг Беларуси | 16    | 1    |
| 2019 (2) | Д2       | Сморгонь | Флаг Беларуси | 11    | 0    |
| 2020     | Д2       | Сморгонь | Флаг Беларуси | 22    | 3    |
| 2021     | Д2       | Лида     | Флаг Беларуси | 27    | 1    |